# MTV Thailand
MTV Thailand is een Thaise muziek- en entertainmentzender, in handen van de VERY Incorporations en de MTV Networks Asia Pacific. Dit televisiekanaal zendt zowel Thaise als internationale muziekprogramma's uit, maar ook een aantal televisieseries.
MTV Thailand wordt bestuurd door Smitthi Bhiraleus, de manager van het kanaal.

## VJ's

### Huidige VJ's
- Annie Supsermsri (Annie)
- Janesuda Parnto (Jane)
- Garanick Tongpiam (Nicky)
- Poomjai Tangsanga (Poom)
- Alexandra Sawaetwong (Alex)
- Nattapol Liyavanija (Tye)
- Jane Sriprayul (Waaw)
- Suppakarn Pordpai (Jay)

### Voormalige VJ's
- Michele Waagaard (Chele)
- Rowena Kennet (Row)
- Angie Hastings (Gie)
- Woody
- John Delcastillo (John)
- Oz